# كاميرون نولز
كاميرون نولز (بالإنجليزية: Cameron Knowles)‏ (11 أكتوبر 1982 بأوكلاند في نيوزيلندا - ) هو لاعب كرة قدم نيوزلندي في مركز الدفاع. لعب مع إمباكت مونتريال وريال سالت ليك وPortland Timbers (2001–2010) ‏ ومونتريال إمباكت (1992–2011) وChicago Fire U-23 ‏.

## وصلات خارجية
- كاميرون نولز على موقع الاتحاد الدولي (مؤرشف)  (الإنجليزية)
- كاميرون نولز على موقع الدوري الأمريكي (الإنجليزية)
- كاميرون نولز على موقع قاعدة بيانات كرة القدم.إي يو (الإنجليزية)